# Philip Zepter
Philip Zepter, rodným jménem Milan Janković (* 23. listopadu 1950 Veliko Gradište) je podnikatel srbského původu a majitel mezinárodní firmy Zepter International. Hodnota jeho majetku dosahuje několika miliard dolarů, čímž se řadí mezi nejbohatší Srby na světě.
Poté, co vystudoval ekonomii, přesídili z tehdejší Jugoslávie do Rakouska za svou ženou Madlenou Zepter (tehdy Madlena Janković), jež zde působila jako profesorka literatury. Nejprve pracoval pro firmu AMC, ale později si roku 1986 založil v Linci vlastní společnost Zepter Handels Gmbh. Její zdroj příjmů nejprve představoval podomní prodej hrnců a jiného nádobí, ale později se portfolio činností rozrostlo i do jiných segmentů trhu. Výrobě hrnců se věnuje závod v Itálii, ve Švýcarsku pak kupříkladu vyrábí kosmetiku a lékařské přístroje.
Philip Zepter se věnouje rovněž filantropii. Ačkoliv žije v Monaku, uchovává si vztah ke své rodné zemi. V roce 2010 otevřel se svou manželkou v srbském hlavním městě muzeum.